# Chapab
Chapab é um município do estado do Iucatã, no México. Conta com uma extensão territorial de 168,62 km². A população do município calculada no censo 2005 era de 2.922 habitantes.